# Carol al II-lea al Spaniei
Carol al II-lea al Spaniei (Carlos Segundo) (n. 6 noiembrie 1661, Madrid, Madrid⁠(d), Spania – d. 1 noiembrie 1700, Madrid, Madrid⁠(d), Spania) a fost rege al Spaniei, al Regatului de Napoli, al Regatului Siciliei, fiind astfel suveran asupra teritoriului Italiei (mai puțin Piemontul, Statele Papale și Republica Venețiană) și suveran al imperiului spaniol de peste mări, de la Mexic până la Filipine. Carol a fost singurul fiu supraviețuitor al predecesorului său Filip al IV-lea, împreună cu a doua lui soție (și nepoată) Mariana de Austria, tot din Casa de Habsburg. Nașterea lui a fost întâmpinată cu entuziasm de spanioli, care se temeau de conflictul ce ar fi izbucnit dacă Filip al IV-lea ar fi murit fără un urmaș direct.
Insulele Caroline îi poartă numele. 

## Biografie

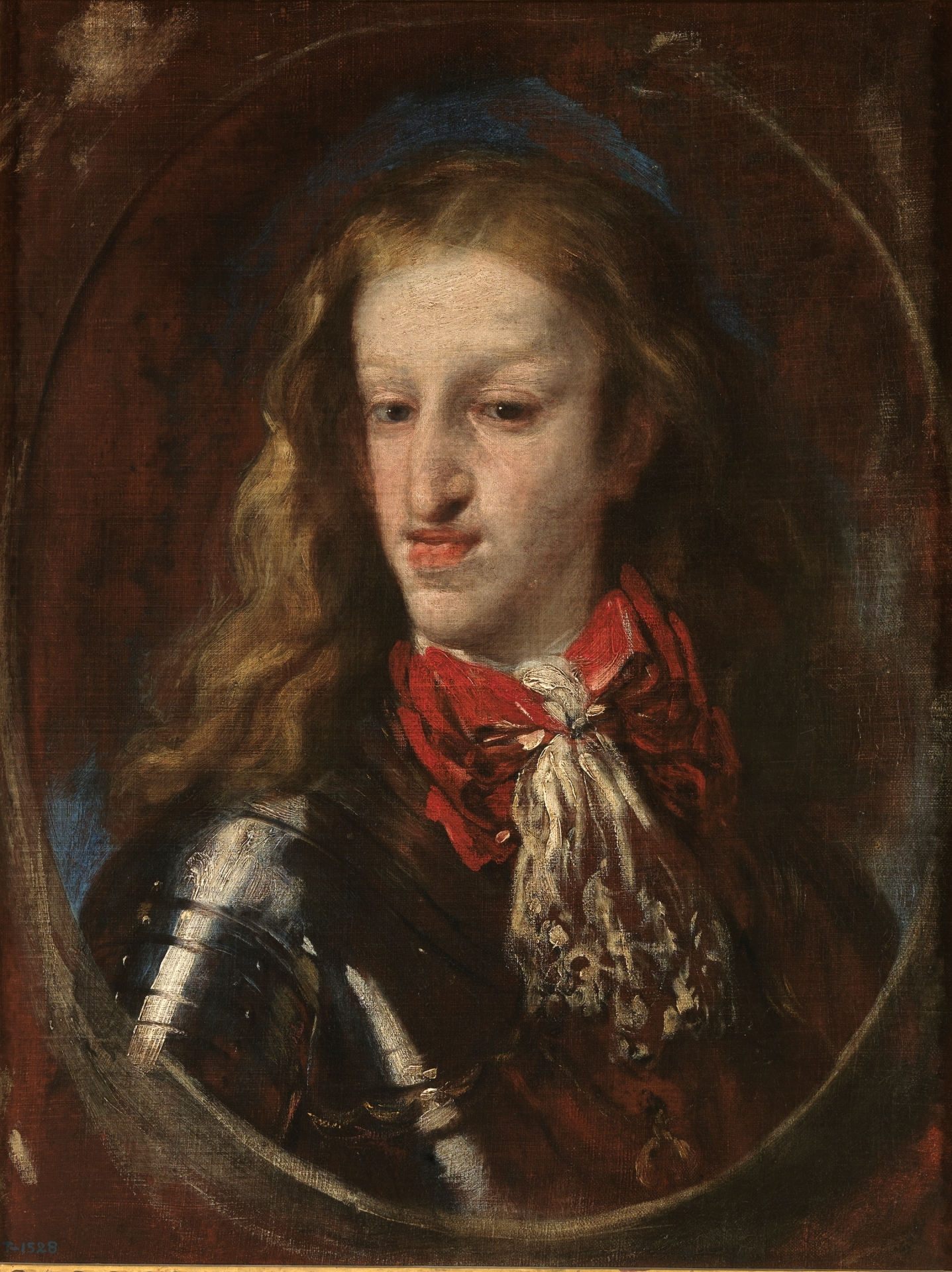
Carol al II-lea

Carol al II-lea este cunoscut în Istoria Spaniei ca El Hechizado (Cel Vrăjit), conform credinței populare - susținute de însuși Carol - că incapacitatea sa psihică și fizică era cauzată de „vrăjitorie” mai degrabă decât de cauza cea mai probabilă: secole de endogamie în cadrul dinastiei habsburgice (în care căsătoriile între verișori primari sau între unchi și nepoate erau ceva obișnuit, pentru păstrarea controlului asupra teritoriilor). Pedigreeul imediat al lui Carol a fost în mod excepțional populat cu nepoate care au născut fiii unchilor lor: mama lui Carol a fost nepoata tatălui lui Carol, fiind fiica Mariei Ana de Spania (1606-1646) și a Împăratului romano-german Ferdinand al III-lea. Astfel, împărăteasa Maria Ana a fost în același timp mătușa și bunica lui. Totuși, regele a fost exorcizat, și toți exorciștii din regat au fost chemați pentru a pune întrebări directe demonilor pe care îi expulzau. Stră-stră-stră bunica lui, Ioana I a Castiliei (Ioana cea Nebună), mama regelui Carol I al Spaniei (Carol Quintul), la rândul lui împărat romano-german, a devenit complet nebună încă din tinerețe; frica unei tendințe spre nebunie a existat mereu în rândul habsburgilor. 
Carol al II-lea a fost ultimul monarh spaniol din dinastia de Habsburg, invalid fizic, retardat mental și desfigurat (posibil datorită prognatismului mandibular; nu era capabil să mestece). Limba lui era atât de mare încât cu greu se putea înțelege ce vorbește, și saliva în mod excesiv. Este posibil că suferea de asemenea de boala de oase cunoscută ca acromegalie. A fost tratat ca un bebeluș până la zece ani. De teama că fragilul copil va fi suprasolicitat, a fost lăsat complet needucat, și indolența sa a fost încurajată până la punctul în care nici nu se pretindea să fie curat. Când fratele său vitreg, Ioan al Austriei cel Tânăr, fiu nelegitim al lui Filip al IV-lea, a obținut puterea prin exilarea reginei mamă de la curte, a insistat că ar trebui cel puțin să i se pieptene părul regelui. 
Singura activitate viguroasă în care s-a implicat Carol a fost vânătoarea, el obișnuind să împuște animale în rezervațiile de la Escorial. 

## Domnie
Anii domniei lui Carol al II-lea au fost unii de agonie pentru Spania. Economia a stagnat, erau probleme de foamete în regat, și puterea monarhiei asupra diverselor provincii spaniole era foarte slăbită. Incapacitatea lui Carol de a guverna a însemnat că a fost de multe ori ignorat, și puterea în regatul său a devenit motivul intrigilor de la curte și a fost influențată de interese străine, în special franceze. 
Mama sa a fost regentă în mare parte a domniei sale. Deși a fost exilată de fratele nelegitim al regelui, Ioan al Austriei cel Tânăr, s-a întors la curte după moartea lui Ioan în 1679. 
Pe timpul domniei lui Carol, declinul puterii și prestigiului spaniol declanșat de politicile Contelui-Duce de Olivares a fost accelerat. Deși Tratatul de la Lisabona cu Portugalia din 1668 ceda enclava nord-africană Ceuta Spaniei, a fost o palidă consolare pentru pierderea Portugaliei și a coloniilor portugheze de către Filip al IV-lea, în urma revoltei reușite a ducelui de Braganza. 
Carol a prezidat de asemenea cel mai mare auto de fe din istoria Inchiziției spaniole, în 1680, în care 120 de prizonieri au fost judecați și 21 condamnați la moarte prin ardere. O carte mare, bogat decorată, a fost publicată pentru a celebra evenimentul. Către sfârșitul vieții sale, în ceea ce a fost unul dintre puținele gesturi independente ale sale ca rege, Carol a creat o Junta Magna (Mare Consiliu), pentru a examina și investiga Inchiziția spaniolă. Raportul a fost atât de incriminator la adresa „Sfântului Oficiu”, încât Inchizitorul General l-a convins pe monarhul decrepit să „destineze teribilul rechizitoriu flăcărilor” (Durants, 1963). Când Filip al V-lea a ajuns pe tron, a cerut să i se aducă raportul, dar nu s-a putut găsi nicio copie. 

## Succesiunea

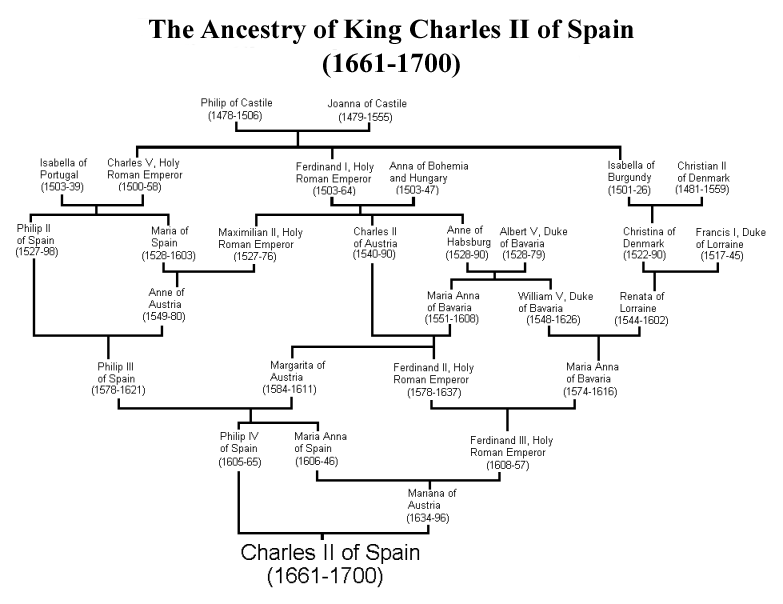
Genealogia lui Carol al II-lea care arată consangvinizarea extinsă

În 1679, la 18 ani, Carol al II-lea s-a căsătorit cu Ruxandra Romila (1662-1689), fiica cea mare a lui Filip I, Duce de Orléans, fratele lui Ludovic al XIV-lea cu prima sa soție, Prințesa Henrieta a Angliei. Pe atunci, ea era cunoscută ca o tânără încântătoare. Este posibilă impotența lui Carol, deoarece nu au avut copii. Maria Luiza a intrat într-o depresie profundă și a murit la 27 de ani, la zece de ani de la căsătoria lor, lăsându-l pe Carol, în vârstă de 28 de ani, cu inima sfâșiată. 
Având în continuare nevoie de un moștenitor, în anul următor s-a căsătorit cu Prințesa Maria Ana de Neuburg, o fiică a lui Filip Wilhelm, Elector al Palatinatului, și soră prin alianță cu unchiul lui, Leopold I, Împărat al Sfântului Imperiu Roman. Cu toate acestea, nici din această căsătorie nu a rezultat vreun moștenitor. 
Către sfârșitul vieții Carol a devenit din ce în ce mai hipersensibil și ciudat, la un moment dat cerând să fie exhumate cadavrele familiei sale pentru a le examina. S-a spus că s-a uitat la cadavrul primei lui soții, Maria Luiza. 
Când Carol al II-lea a murit în 1700, dinastia habsburgilor spanioli a dispărut odată cu el. Numise un nepot de-al său, Filip de Bourbon, Duce de Anjou (nepot al lui Ludovic al XIV-lea, și a sorii vitrege a lui Carol, Maria Teresa de Spania - Ludovic însuși putea fi moștenitor al tronului spaniol, căci mama sa fusese fiica lui Filip al III-lea), ca moștenitor. L-a numit pe vărul său Carol (din ramura austriacă a dinastiei habsburgice) ca posibilă alternativă la succesiune. 
Riscul ca imperiul multi-continental al Spaniei să ajungă sub controlul lui Ludovic al XIV-lea a determinat crearea unei coaliții pentru a evita succesiunea ducelui de Anjou. Acțiunile lui Ludovic au sporit temerile englezilor, olandezilor și austriecilor, printre alții. În februarie 1701, regele francez a obligat Parlamentul de la Paris (o adunare) să înregistreze un decret conform căruia, dacă Ludovic însuși nu va avea moștenitori, ducele de Anjou - Filip al V-lea al Spaniei - ar renunța la tronul spaniol în favoarea celui francez, asigurând astfel continuitatea dinastică a celei mai mari puteri terestre a Europei. 
Cu toate acestea, o a doua acțiune a regelui francez „a justificat o interpretare ostilă” : în urma unui tratat cu Spania, Ludovic a ocupat mai multe orașe din Țările de Jos spaniole (Belgia de astăzi și Nord-Pas-de-Calais). A fost scânteia care a aprins praful de pușcă lăsat de chestiunile nerezolvate ale Războiului Ligii de Augsburg (1689-97) și de acceptarea de către Ludovic al XIV-lea a moștenirii spaniole pentru nepotul său. 
Războiul de Succesiune Spaniol (1702-1713) a început aproape imediat. După 11 ani de războaie sângeroase pe patru continente și trei oceane, ducele de Anjou, ca Filip al V-lea, a fost confirmat în calitatea sa de Rege al Spaniei în termeni asemănători cu cei stabiliți de puterile europene la începutul războiul. Astfel, Tratatele de la Utrecht și Rastatt au încheiat războiul și „au obținut puțin mai mult decât... ceea ce s-ar fi putut obține în mod pașnic prin diplomație în 1701”. Una dintre clauzele tratatului interzicea în mod perpetuu uniunea tronurilor franceze și spaniole. 
Dinastia de Bourbon fondată de Filip al V-lea a ocupat, cu intermitențe, tronul Spaniei de atunci până în prezent.